# Álex Palou
Álex Palou Montalbo (Sant Antoni de Vilamajor, 1 de abril de 1997) é um automobilista espanhol, que atualmente corre pela Chip Ganassi Racing na IndyCar Series, onde venceu os campeonatos de 2021, 2023, 2024 e 2025, além das 500 Milhas de Indianápolis de 2025, sendo o primeiro espanhol a ser campeão dessa categoria. Palou também foi o primeiro piloto da Espanha a vencer uma corrida de GP3 Series, realizada no Circuito de Yas Marina, em Abu Dhabi, no ano de 2015.

## Carreira

### 2003 – 2014: Primeiros anos
Nascido em Sant Antoni de Vilamajor, município da comunidade autônoma da Catalunha, Álex Palou Montalbo é de uma família humilde, que também era entusiasta do automobilismo, no entanto, ele foi o primeiro a iniciar uma carreira neste ramo. Palou começou no kart em 2003, aos 6 anos, e seu primeiro título foi conquistado no campeonato sediado no circuito onde começou. Por conta das dificuldades financeiras, seu pai teve que se tornar seu mecânico para acompanhá-lo nas viagens e economizar custos. Posteriormente, seu tio também se tornou mecânico. O título mais importante de Palou no kart foi a WSK Euro Series de 2012.
Em 2013, recebeu uma das bolsas do Banco Santander para as Jovens Promessas do Automobilismo, destacando-se como o piloto espanhol com maior potencial no kart. Isso lhe permitiu realizar um teste no Circuito de Fiorano, sede da Ferrari Driver Academy.
Palou migrou para os monopostos em 2014, quando disputou a Eurofórmula Open com a Campos Racing, onde conseguiu 11 pódios, incluindo 3 vitórias, e terminou em terceiro lugar na temporada, apenas um ponto atrás de Artur Janosz. Em agosto, participou de uma etapa da Fórmula 4 Britânica, terminando entre os cinco primeiros em duas das três corridas que disputou. No final do ano, participou do Grande Prêmio de Macau com a Fortec Motorsports, terminando em décimo sexto.

### 2015 – 2016: GP3 Series
Em 2015, foi confirmado pela Campos Racing para participar das corridas finais da GP3 daquele ano, onde conquistou uma vitória na corrida curta em Yas Marina e terminou em décimo no campeonato, que foi vencido pelo futuro piloto de F1 Esteban Ocon, mas Palou entrou para a história por ser o primeiro piloto espanhol a vencer uma etapa nessa categoria. Palou foi confirmado novamente para 2016, mas conseguiu apenas um pódio em Silverstone, e terminou em décimo quinto no campeonato, sem alcançar os resultados esperados.

### 2017 – 2018: Campeonatos de Fórmula
Em 2017, competiu em três etapas da Fórmula V8 3.5 pela Teo Martín Motorsport, estreando em Nürburgring e conquistando três pódios ao longo da temporada. Nesse mesmo ano, Palou competiu pela equipe Campos Racing nas duas últimas etapas do campeonato de Fórmula 2 de 2017. onde obteve seus únicos cinco pontos e uma pole na primeira rodada em Jerez, terminando em vigésimo primeiro no campeonato.
2017 também marcou os primeiros passos de Palou no automobilismo japonês. Ele participou da Fórmula 3 japonesa pela equipe Threebond with Drago Corse. Ele venceu três corridas, mas terminou o ano em terceiro no campeonato, atrás de Mitsunori Takaboshi e Sho Tsuboi.
Palou participou do Campeonato Europeu de Fórmula 3 da FIA de 2018 com a equipe Hitech Bullfrog GP, obtendo sete pódios e encerrando a temporada na sétima posição. Pelo segundo ano consecutivo, participou do Grande Prêmio de Macau, agora com a equipe B-Max Racing, mas por causa de um acidente na primeira volta, Palou não terminou a prova.

### 2019: Super GT e Super Fórmula Japonesa
Palou voltou para o Japão em 2019 para competir em tempo integral com a McLaren Customer Racing Japan na classe Super GT GT300, onde foi parceiro do vencedor das 24 Horas de Le Mans de 2004, Seiji Ara. Como equipe, eles conquistaram um pódio em Autopolis, mas acabaram terminando em 15º no campeonato. 
Ao mesmo tempo, Palou disputou a Super Fórmula Japonesa, pela equipe TCS Nakajima Racing, mas nessa categoria, o catalão teve muito mais sucesso. Ele fez a pole e venceu no Fuji Speedway e foi um dos favoritos ao título, mas depois de se classificar na pole na rodada final em Suzuka, ele teve um problema com o duto de ventilação no início da corrida, o que desacelerou imensamente o carro de Palou e o fez terminar em décimo nono. Assim, ele encerrou o campeonato em terceiro lugar.

## IndyCar Series

### Dale Coyne Racing

#### 2020: Estreia na Indy
Após testar pela Dale Coyne Racing na pista de Mid-Ohio em julho de 2019. Palou foi contratado por essa equipe para fazer a temporada completa na IndyCar Series em 2020. Nesse ano, ele obteve seu primeiro pódio na terceira rodada do campeonato, em Road America. Ele terminou a temporada na décima sexta colocação, somando 238 pontos.

### Chip Ganassi Racing

#### 2021: Estreia na Chip Ganassi e primeiro título

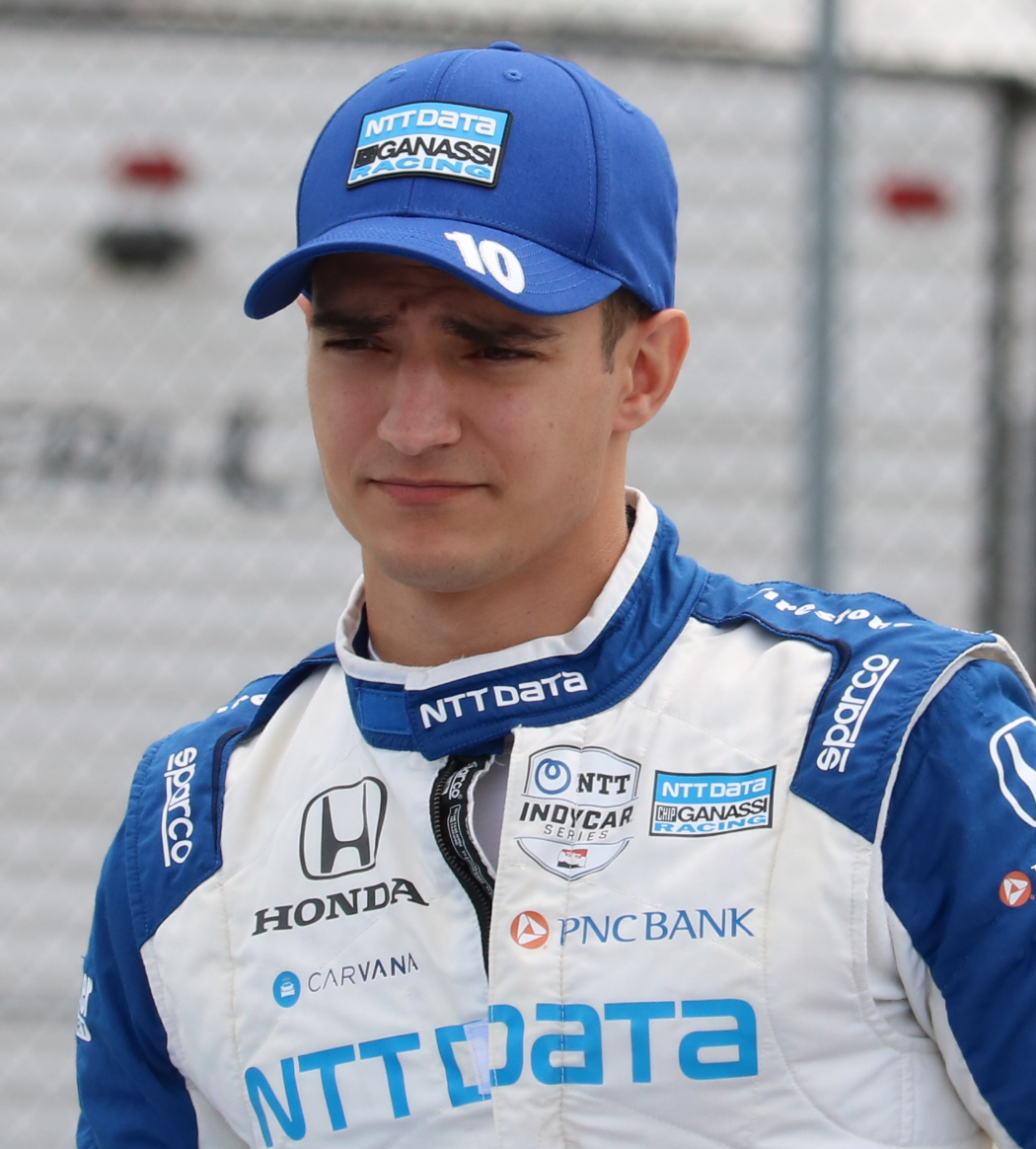
Palou na Road America em 2021

Na temporada de 2021, Palou se transferiu para a Chip Ganassi Racing, guiando o carro de número #10, que já tinha pertencido a nomes como Dario Franchitti e Tony Kanaan, e tendo como companheiros o hexacampeão neozelandês Scott Dixon e o sueco ex-F1 Marcus Ericsson, além do rookie Jimmie Johnson e do próprio Kanaan, que disputou algumas etapas no lugar de Johnson.
Já na abertura da temporada, na etapa de Alabama, Palou conquistou sua primeira vitória na categoria. Nas 500 Milhas de Indianápolis daquele ano, Palou conseguiu um segundo lugar, ficando atrás de Hélio Castroneves, que venceu a prova pela quarta vez na carreira. Seus bons resultados logo colocaram o catalão como candidato ao título, brigando com veteranos como Josef Newgarden, da Penske, e Patricio O'Ward, da Arrow McLaren, além de seu próprio companheiro de equipe Dixon, que defendia o título. Mas com o tempo, a disputa foi se consolidando apenas entre Newgarden e Palou. E na etapa de Long Beach, Palou se sagrou campeão, após terminar em quarto lugar na prova vencida por Colton Herta, da Andretti.

#### 2022: Derrota e controvérsias contratuais
Palou seguiu na Chip Ganassi na temporada de 2022, e seu início de temporada foi promissor. Apesar de não ter vencido, ele conquistou importantes pódios nas etapas de St. Pete, Long Beach e Alabama, chegando a liderar o campeonato. Mas erros do piloto catalão o tiraram da briga pelo bicampeonato, e ele terminou o ano em quinto lugar, com 510 pontos.
Além disso, fora das pistas, a situação de Palou se complicou por conta de uma disputa contratual entre o próprio piloto, sua equipe, Chip Ganassi, e a McLaren. Em 12 de julho de 2022, a Ganassi havia anunciado que exerceria a opção de renovar automaticamente o contrato de Palou para a temporada seguinte. No entanto, o automobilista desmentiu a informação horas depois em suas redes sociais, afirmando que já havia comunicado a Ganassi sobre sua transferência para a McLaren. A equipe, que atua tanto na IndyCar como em outras categorias, como a Fórmula 1, também anunciou a contratação de Palou, sem especificar para qual categoria o espanhol iria.
Mas a Ganassi contestou, e a questão foi levada aos tribunais, com as três partes chegando ao seguinte acordo: Palou cumpriria seu contrato com a Ganassi em 2023, mas iria para a McLaren em 2024 e exerceria a função de piloto de testes desta última equipe na F1. Todavia, no ano seguinte, o próprio Palou desistiu de cumprir esse acordo, preferindo permanecer com a Ganassi também em 2024.

#### 2023: Bicampeonato

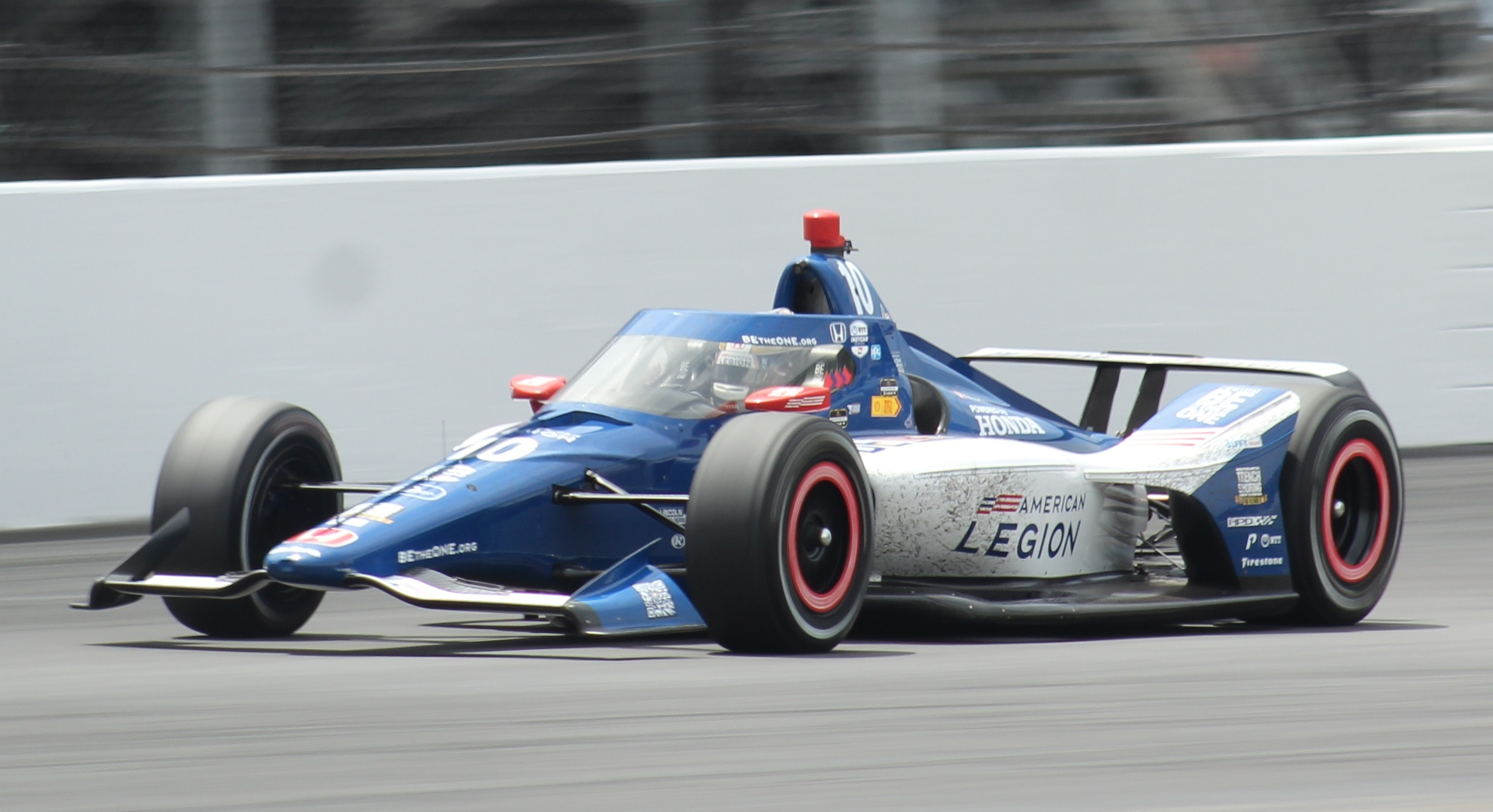
Palou correndo pela Ganassi em 2023

Em 2023, Palou voltou à briga pelo título. Novamente ele não conseguiu vencer as 500 Milhas de Indianápolis, mas seu quarto lugar o ajudou bastante na disputa. O catalão esteve entre os 10 primeiros em todas as etapas do campeonato, conseguindo dez pódios, incluindo cinco vitórias, e seu título veio com uma prova de antecedência, após vencer o GP de Portland. Palou obteve 656 pontos, sendo bicampeão de forma dominante.

#### 2024: Tricampeonato

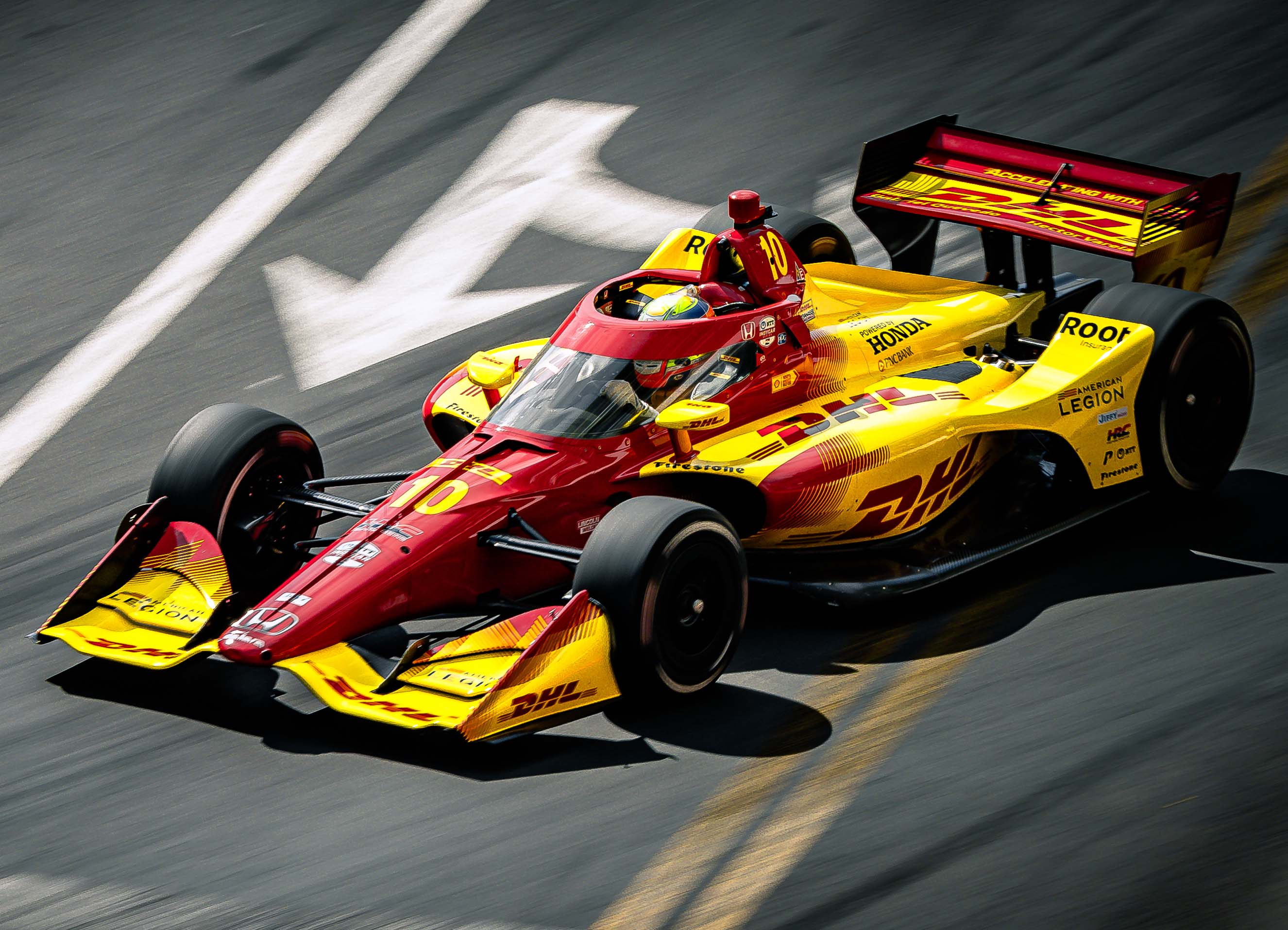
Palou durante a etapa de St. Petersburg de 2024

Na temporada de 2024, Palou não foi tão dominante quanto no ano anterior, venceu apenas três etapas e obteve mais quatro pódios, mas levou o tricampeonato graças a erros de rivais, incluindo a desclassificação de Josef Newgarden e Scott McLaughlin, da Penske, na etapa de St. Petersburg por conta de irregularidades no push-to-pass dos carros dos dois pilotos. Na etapa final, em Nashville, o maior rival de Palou pelo título era o também bicampeão Will Power, da Penske, mas este teve problemas com o cinto de segurança e terminou a prova em vigésimo quarto, enquanto Palou ficou em décimo primeiro, acumulando 544 pontos, e garantiu o tricampeonato.

#### 2025: Tetracampeonato

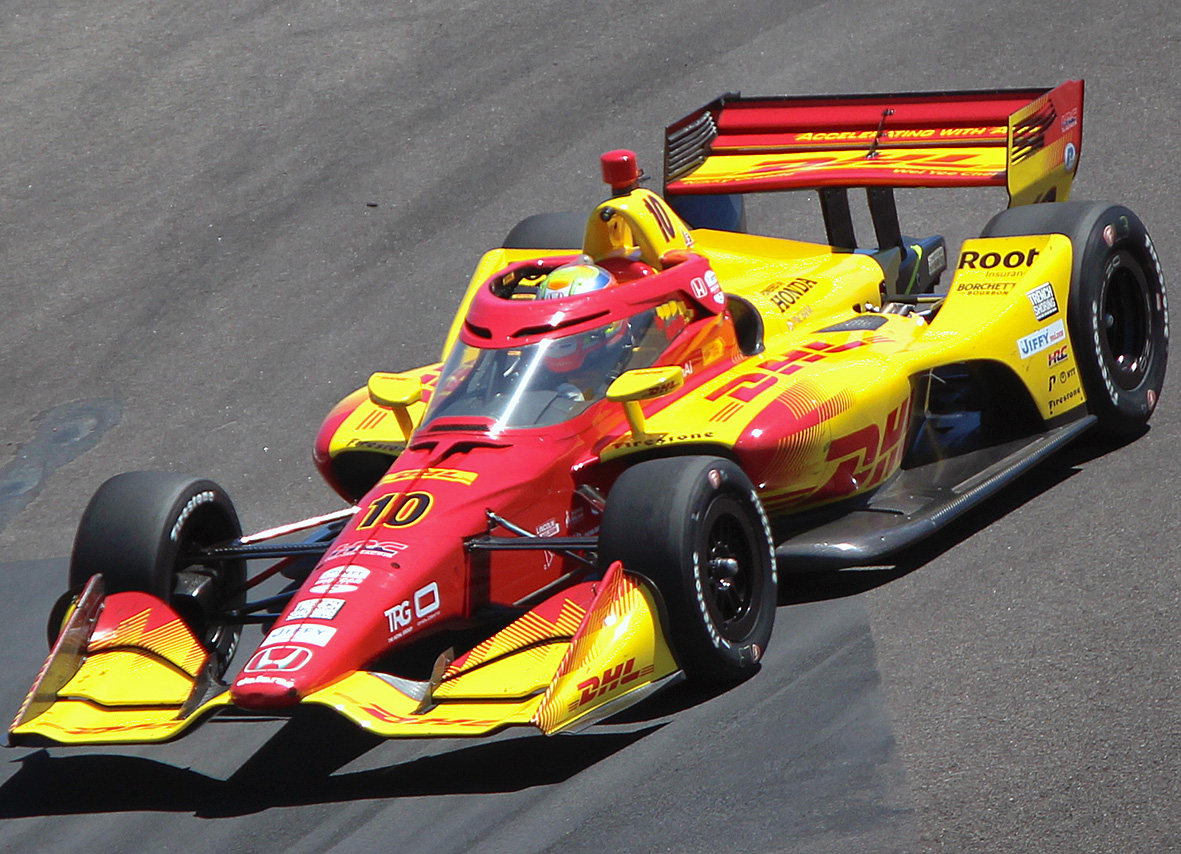
Palou na etapa de Monterey de 2025

Para a temporada de 2025, Palou segue como contratado da Chip Ganassi Racing. Ele foi à luta pelo quarto título, o terceiro consecutivo. O espanhol venceu pela primeira vez em St. Petersburg, a etapa de abertura do campeonato, e em Thermal, ele tirou a vitória de Pato O'Ward nas últimas voltas. Em Long Beach, foi superado por Kyle Kirkwood, sendo segundo colocado, mas voltou a triunfar nas etapas seguintes, incluindo a Indy 500. Nesta, Palou largou da sexta posição e nas voltas finais, superou Marcus Ericsson para vencer pela primeira vez as 500 Milhas, se tornando o primeiro espanhol a alcançar o feito. Sua sequência de pódios foi quebrada em Detroit, onde ele abandonou após ser tocado por David Malukas. Voltou a vencer em Road America, após fazer boa gestão de combustível. Outra vitória veio na corrida 2 de Iowa, com Palou largando da pole e lucrando com as bandeiras amarelas, que prejudicaram seu adversário Newgarden. O espanhol voltou a mostrar dominância ao triunfar em Laguna Seca, onde também fez a pole e liderou a maioria das voltas. O'Ward chegou a ser uma ameaça na disputa pelo título, mas Palou se sagrou tetracampeão ao ser terceiro colocado em Portland, enquanto o mexicano, que largou da pole, se viu forçado a abandonar a prova na centésima volta por problemas mecânicos.

## Fórmula 1

### McLaren
Palou foi contratado pela McLaren para ser piloto de testes em 2022. Ele participou da primeira sessão de treinos livres no GP dos Estados Unidos daquele ano. A McLaren também o anunciou como piloto reserva para a temporada 2023, e Palou testou com o MCL35M, o carro da McLaren de 2021, na pista de Hungaroring, fazendo 87 voltas. Era especulado que Palou substituiria Daniel Ricciardo como piloto da McLaren em 2023, mas por conta das disputas contratuais, Palou e a McLaren desfizeram o acordo, e a equipe britânica optou por contratar Oscar Piastri, que assim como Palou fez com a Ganassi em 2022, também desmentiu um anúncio da Alpine que afirmava que o piloto australiano correria por esta equipe em 2023.
Recentemente, Palou foi especulado na Audi, como substituto de Valtteri Bottas para a temporada 2025, mas o catalão negou os rumores, reforçando seu vínculo com a Chip Ganassi e com a IndyCar.

## Vida Pessoal
Palou é casado com Esther Valle, uma gerente de equipe com quem se relaciona desde 2014. Eles administraram juntos uma cafeteria, Coffee & Greens, de 2020 até 2022, quando venderam o negócio. Em 2023, o casal anunciou o nascimento de sua primeira filha, Lucia.
O piloto é um grande fã do frango frito, e costuma celebrar suas vitórias na Indy comendo esse prato. Nas horas vagas, Palou pratica esportes, faz atividades ao ar livre e ouve música.
Em 2023, Palou e seu pai Ramon fundaram a Palou Motorsport, equipe de categorias de base do automobilismo que disputa a Eurocup-3. Em novembro de 2024, a equipe formou parceria com a Chip Ganassi Racing para atuar no programa de desenvolvimento de pilotos.

## Resultados

### Resumo de carreira
| Temp.  | Categoria                       | Equipe                             | Corridas         | Vitórias         | Poles            | V.M.R.           | Pódios           | Pts.             | Pos.             |
| ------ | ------------------------------- | ---------------------------------- | ---------------- | ---------------- | ---------------- | ---------------- | ---------------- | ---------------- | ---------------- |
| 2014   | Eurofórmula Open                | Campos Racing                      | 16               | 3                | 3                | 4                | 11               | 242              | 3º               |
| 2014   | Fórmula 3 Espanhola             | Campos Racing                      | 6                | 1                | 1                | 1                | 5                | 105              | 2º               |
| 2014   | Fórmula 4 Britânica             | Sean Walkinshaw Racing             | 3                | 0                | 0                | 0                | 0                | 48               | 23º              |
| 2014   | Grande Prêmio de Macau          | Fortec Motorsports                 | 1                | 0                | 0                | 0                | 0                | N/A              | 16º              |
| 2015   | GP3 Series                      | Campos Racing                      | 18               | 1                | 0                | 1                | 1                | 51               | 10º              |
| 2016   | GP3 Series                      | Campos Racing                      | 18               | 0                | 0                | 1                | 1                | 22               | 15º              |
| 2017   | Fórmula 3 Japonesa              | ThreeBond Racing with Dorago Corse | 20               | 3                | 5                | 3                | 10               | 102              | 3º               |
| 2017   | Grande Prêmio de Macau          | ThreeBond Racing with Dorago Corse | 1                | 0                | 0                | 0                | 0                | N/A              | 11º              |
| 2017   | World Series Fórmula V8 3.5     | Teo Martín Motorsport              | 6                | 1                | 3                | 1                | 3                | 68               | 10º              |
| 2017   | Fórmula 2                       | Campos Racing                      | 4                | 0                | 0                | 0                | 0                | 5                | 21º              |
| 2018   | Fórmula 3 Europeia              | Hitech Bullfrog GP                 | 30               | 0                | 0                | 2                | 7                | 204              | 7º               |
| 2018   | Grande Prêmio de Macau          | B-Max Racing Team                  | 1                | 0                | 0                | 0                | 0                | N/A              | DNF              |
| 2019   | Super GT Japonês                | McLaren Customer Racing Japan      | 7                | 0                | 1                | 0                | 1                | 20               | 15º              |
| 2019   | Super Fórmula Japonesa          | TCS Nakajima Racing                | 7                | 1                | 3                | 2                | 1                | 26               | 3º               |
| 2020   | IndyCar Series                  | Dale Coyne Racing with Team Goh    | 14               | 0                | 0                | 1                | 1                | 238              | 16º              |
| 2021   | IndyCar Series                  | Chip Ganassi Racing                | 16               | 3                | 1                | 3                | 8                | 549              | 1º               |
| 2022   | IndyCar Series                  | Chip Ganassi Racing                | 17               | 1                | 0                | 3                | 6                | 510              | 5º               |
| 2022   | 24 Horas de Daytona             | Cadillac Racing                    | 1                | 0                | 0                | 0                | 0                | N/A              | 7º               |
| 2022   | Fórmula 1                       | McLaren F1 Team                    | Piloto de testes | Piloto de testes | Piloto de testes | Piloto de testes | Piloto de testes | Piloto de testes | Piloto de testes |
| 2023   | IndyCar Series                  | Chip Ganassi Racing                | 17               | 5                | 2                | 4                | 10               | 656              | 1º               |
| 2024   | IMSA SportsCar - GTP            | Cadillac Racing                    | 1                | 0                | 0                | 0                | 0                | 242              | 34º              |
| 2024   | IndyCar Series                  | Chip Ganassi Racing                | 16               | 2                | 3                | 2                | 4                | 525              | 1º               |
| 2024   | Mundial de Endurance - Hypercar | Cadillac Racing                    | 1                | 0                | 0                | 0                | 0                | 12               | 26º              |
| 2024   | 24 Horas de Le Mans - Hypercar  | Cadillac Racing                    | 1                | 0                | 0                | 0                | 0                | N/A              | 7º               |
| 2025   | IndyCar Series                  | Chip Ganassi Racing                | 15               | 8                | 5                | 5                | 10               | 590*             | 1º*              |
| Fonte: |                                 |                                    |                  |                  |                  |                  |                  |                  |                  |

### Resultados completos na IndyCar Series
(Legenda)
| Ano  | Equipe                        | Chassi       | Nº. | Motor | 1      | 2       | 3     | 4      | 5      | 6      | 7       | 8      | 9      | 10     | 11     | 12     | 13     | 14     | 15    | 16     | 17     | 18     | Pos. | Pts. | Ref.   |
| ---- | ----------------------------- | ------------ | --- | ----- | ------ | ------- | ----- | ------ | ------ | ------ | ------- | ------ | ------ | ------ | ------ | ------ | ------ | ------ | ----- | ------ | ------ | ------ | ---- | ---- | ------ |
| 2020 | Dale Coyne Racing w/ Team Goh | Dallara DW12 | 55  | Honda | TXS 23 | IMS 19  | ROA 3 | ROA 7  | IOW 11 | IOW 14 | INDY 28 | GTW 15 | GTW 12 | MDO 12 | MDO 23 | IMS 17 | IMS 9  | STP 13 |       |        |        |        | 16º  | 238  | [ 36 ] |
| 2021 | Chip Ganassi Racing           | Dallara DW12 | 10  | Honda | ALA 1* | STP 17  | TXS 4 | TXS 7  | IMS 3  | INDY 2 | DET 15  | DET 3  | ROA 1  | MDO 3  | NSH 7  | IMS 27 | GTW 20 | POR 1  | LAG 2 | LBH 4  |        |        | 1º   | 549  | [ 37 ] |
| 2022 | Chip Ganassi Racing           | Dallara DW12 | 10  | Honda | STP 2  | TXS 7   | LBH 3 | ALA 2  | IMS 18 | INDY 9 | DET 6   | ROA 27 | MDO 2  | TOR 6  | IOW 6  | IOW 13 | IMS 10 | NSH 3* | GTW 9 | POR 12 | LAG 1* |        | 5º   | 510  | [ 38 ] |
| 2023 | Chip Ganassi Racing           | Dallara DW12 | 10  | Honda | STP 8  | TXS 3   | LBH 5 | ALA 5  | IMS 1* | INDY 4 | DET 1*  | ROA 1  | MDO 1* | TOR 2  | IOW 8  | IOW 3  | NSH 3  | IMS 7  | GTW 7 | POR 1* | LAG 3  |        | 1º   | 656  | [ 39 ] |
| 2024 | Chip Ganassi Racing           | Dallara DW12 | 10  | Honda | STP 4  | THE1 1* | LBH 3 | ALA 5  | IMS 1* | INDY 5 | DET 16  | ROA 4  | LAG 1* | MDO 2* | IOW 23 | IOW 2* | TOR 4  | GTW 4  | POR 2 | MIL 5  | MIL 19 | NSH 11 | 1º   | 544  | [ 40 ] |
| 2025 | Chip Ganassi Racing           | Dallara DW12 | 10  | Honda | STP 1  | THE 1   | LBH 2 | ALA 1* | IMS 1* | INDY 1 | DET     | GTW    | ROA    | MDO    | IOW    | IOW    | TOR    | LAG    | POR   | MIL    | NSH    |        | 1º*  | 306* | [ 41 ] |

(*) Temporada em andamento. 
(1) Corrida de exibição, sem pontos concedidos.

### Resultados completos nas 500 Milhas de Indianápolis
| Ano  | Chassi  | Motor | Largada | Chegada | Equipe                        |
| ---- | ------- | ----- | ------- | ------- | ----------------------------- |
| 2020 | Dallara | Honda | 7       | 28      | Dale Coyne Racing w/ Team Goh |
| 2021 | Dallara | Honda | 6       | 2       | Chip Ganassi Racing           |
| 2022 | Dallara | Honda | 2       | 9       | Chip Ganassi Racing           |
| 2023 | Dallara | Honda | 1       | 4       | Chip Ganassi Racing           |
| 2024 | Dallara | Honda | 14      | 5       | Chip Ganassi Racing           |
| 2025 | Dallara | Honda | 6       | 1       | Chip Ganassi Racing           |

### Resultados completos nas 24 Horas de La Mans
| Ano  | Equipe          | Co-Pilotos            | Carro               | Classe   | Voltas | C.G. | P.C. |
| ---- | --------------- | --------------------- | ------------------- | -------- | ------ | ---- | ---- |
| 2024 | Cadillac Racing | Earl Bamber Alex Lynn | Cadillac V-Series.R | Hypercar | 311    | 7º   | 7º   |